# Hubert Burczek
Hubert Burczek (* 29. Januar 1955 in Gelsenkirchen) ist ein deutscher Schauspieler und Sprecher.

## Leben
Burczek studierte von 1975 bis 1977 bei Paul Bösiger und von 1991 bis 1992 bei Michael Hochstrasser. Als Schauspieler war er zunächst 30 Jahre an verschiedenen Bühnen im süddeutschen Raum tätig, unter anderem beim Fränkischen Theatersommer und am Fränkischen Theater Schloss Maßbach. Danach wechselte er zu Film und Fernsehen und wurde durch die Rolle des Otto Bichler in der Jugendserie Endlich Samstag! bekannt. 2008 absolvierte er einen Weiterbildungslehrgang Studiosprecher bei Carmen Molinar und 2013 das Synchron-Praxis-Training mit Irina von Bentheim. In der ersten Staffel der Star Wars Serie The Mandalorian synchronisierte er 2019 Werner Herzog.

## Theaterrollen (Auswahl)
- Orgon in Tartuffe oder Der Betrüger von Molière, Regie: Jan Burdinski, Fränkischer Theatersommer Landesbühne Oberfranken, 2012 und 2013
- Verschiedene Rolle in Merci Loriot oder: Sagen Sie Karl-Heinz zu mir Kammerspiel für einen Schauspieler und eine Schauspielerin mit Sketchen und Miniaturen von Vicco von Bülow, Bearbeitung und Inszenierung: Jan Burdinski, Fränkischer Theatersommer Landesbühne Oberfranken, 2012
- Dottore in Heißes Herz und weiche Knie/cuore caldo e ginocchia tremanti von Jan Burdinski nach Commedia dell’arte -Motiven von Massimo Trojano (um 1540–1590), Jean-F. Regnard (1655–1709), Carlo Goldoni (1707–1793) sowie Motiven aus der  italienischen Gegenwart (2010–2011) konzipiert, Regie: Jan Burdinski, Fränkischer Theatersommer Landesbühne Oberfranken, 2011
- La Fleche in Der Geizige von Molière, Regie: Jan Burdinski, Fränkischer Theatersommer Landesbühne Oberfranken, 2009 und 2010
- Verschiedene Rollen in Menschen, die vor Menschen flüchten Kammerspiel von Lazzaro Calcagno, Regie: Lazzaro Calcagno, Fränkischer Theatersommer Landesbühne Oberfranken in Kooperation mit dem Teatro Il Sipario Strappato, Arenzano/Ligurien, 2009
- Professor Siletzky in Sein oder Nichtsein von Jan Mendell, Regie: Wenzel Schneider, Studiobühne Bayreuth, 2004
- Horst (Saxophonspieler) in Der Letzte Wille von Fitzgerald Kusz, Regie: Stefan Masel, Studiobühne Bayreuth, 2003
- Titelrolle in Johan vom Po entdeckt Amerika von Dario Fo, Regie: Jan Burdinski, Fränkischer Theatersommer, 2002 und 2003
- Karl von Moor in Die Räuber von Friedrich Schiller, Regie: Wolfgang Rostock, Naturbühne Trebgast, 2002
- König Peter in Leonce und Lena von Georg Büchner, Regie: Jan Burdinski, Fränkischer Theatersommer, 2001
- Hausdiener in Die Nervensäge von Francis Veber, Regie: Jochen Thau, Theater Schloss Maßbach, 2001
- Howard Wagner in Tod eines Handlungsreisenden von Arthur Miller, Regie: Werner Müller, Theater Schloss Maßbach, 2001
- Titelrolle in Don Quijote von Jewgenij Schwarz, Regie: Jan Burdinski, Naturbühne Trebgast und Fränkischer Theatersommer, 1996 und 1997
- Titelrolle in Jedermann von Hugo von Hofmannsthal, Regie: Adolf Brunner, Kleines Theater Bayreuth, 1987 bis 1995

## Filmografie (Auswahl)
- 2003: Marienhof
- 2003: Die Stimmen II
- 2003: München 7
- 2004: Kopfsache
- 2005: Der Bulle von Tölz: Kochkünste
- 2005: Aktenzeichen XY … ungelöst
- 2006 bis 2007: Serienrolle des Otto Bichler in Endlich Samstag!
- 2006: Galileo
- 2006: Pfarrer Braun – Das Erbe von Junkersdorf
- 2006: Kreis des Lebens
- 2006: The Evolution Evidence
- 2007: Aktenzeichen XY … ungelöst
- 2007: Die 7 Todsünden
- 2008: 112 – Sie retten dein Leben
- 2009: Fremd
- 2010: Monologe
- 2010: The Lost
- 2011: Cucut
- 2011: Das unsichtbare Mädchen
- 2011: Der Heiratsschwindler und seine Frau
- 2011: Ein starkes Team
- 2012 bis 2013: Mit den Kanzlern unterwegs
- 2012: Final Picture
- 2012: Füße im Mund
- 2012: Hauptstadtrevier
- 2012: SOKO Wismar – Ein Zipfel vom Glück
- 2012: TV-Spot Weltweitergang
- 2013: Malik (nominiert für den Shocking Short Award 2014)
- 2014: Mein Mann der Mörder
- 2014: Reborn
- 2014: Die Lügen der Sieger
- 2015: Deutschland-Saga Folge 4 und 5
- 2015: Route B96
- 2015: Sur les traces de ma mère
- 2016: Joko der Spediteur (Werbespot)
- 2016: Ein Tag in der Kaiserzeit
- 2020: SOKO Wismar – Bleiverglasung
- 2021: Die Heiland – Wir sind Anwalt: Die dreibeinige Kuh
- 2023: SOKO Wismar – Das befreite Kaninchen